# Horkelia hendersonii
Horkelia hendersonii är en rosväxtart som beskrevs av Howell. Horkelia hendersonii ingår i släktet Horkelia och familjen rosväxter. Inga underarter finns listade i Catalogue of Life.